# New Haven, Connecticut
New Haven este un oraș și sediul comitatului omonim, New Haven, din statul Connecticut, Statele Unite ale Americii.  Conform unei estimări a United States Census Bureau, orașul avea în anul 2006 o populație de circa 123.000 de locuitori, fiind mai mare decât Hartford, dar în urma orașului Bridgeport, contând de asemenea ca cea de-a șase municipalitate din zona de est a Statelor Unite numită New England. Localitatea se găsește în New Haven Harbor, pe malul nordic al Long Island Sound.

## Personalități născute aici
- Josiah Willard Gibbs (1839 - 1903), fizician;
- Bernard Wolfe (1915 - 1985), scriitor.